# SK S170
SK S170（在韓國稱為：W 윈 2）是韓國電信業者鮮京電信於2012年所推出的自有品牌智慧型手機，其與三星、LG一樣同屬於韓系手機。在臺灣是由威寶電信代理販售。

## 規格[2]
- 螢幕：4.3" TFT-LCD 960x540
- 處理器：Quallcomm Snapdragon 雙核心 1.5Ghz
- 相機：500萬畫素
- 重量：137g
- 厚度：1.09cm
- 産地：